# Kabinett Queuille II

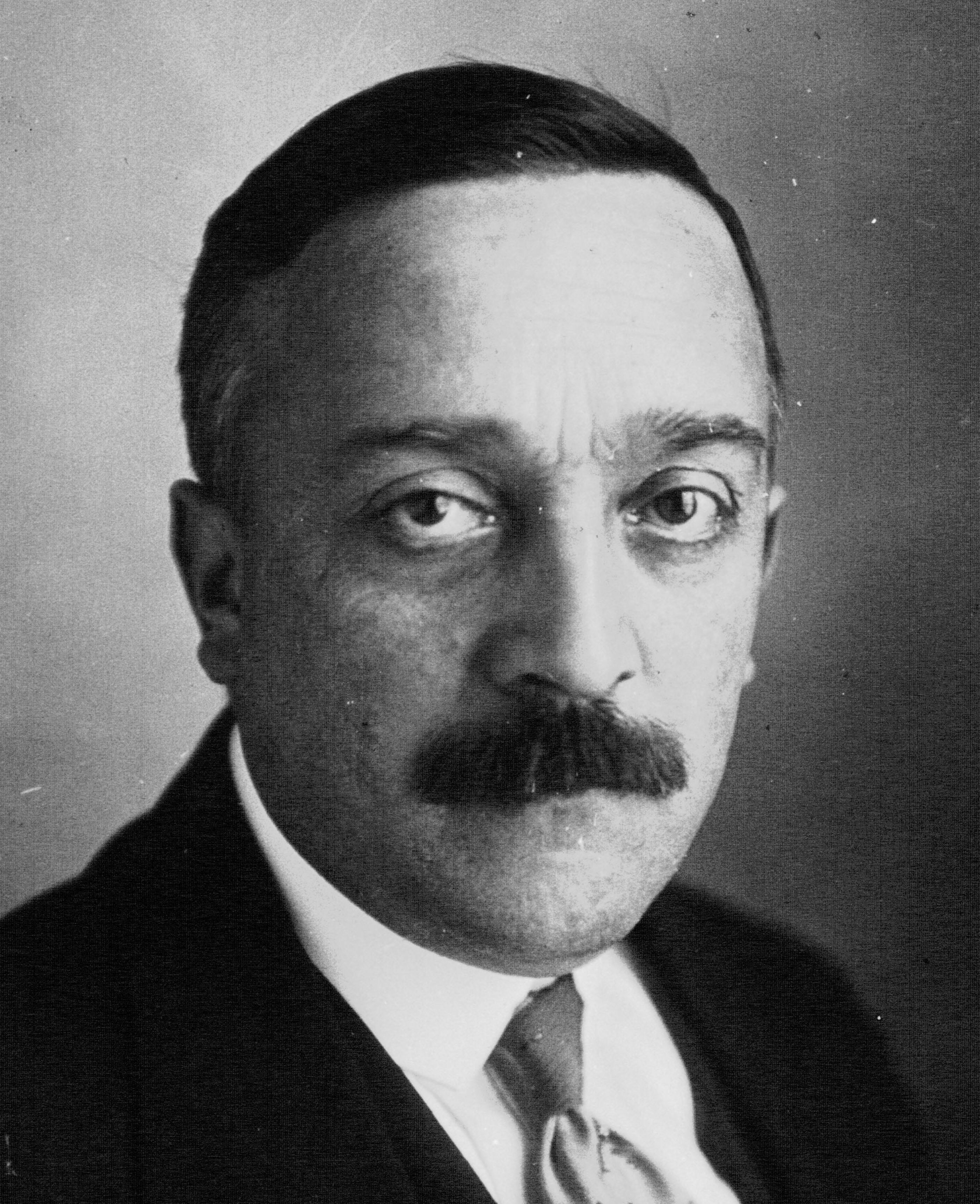
Henri Queuille war 1950 Premierminister

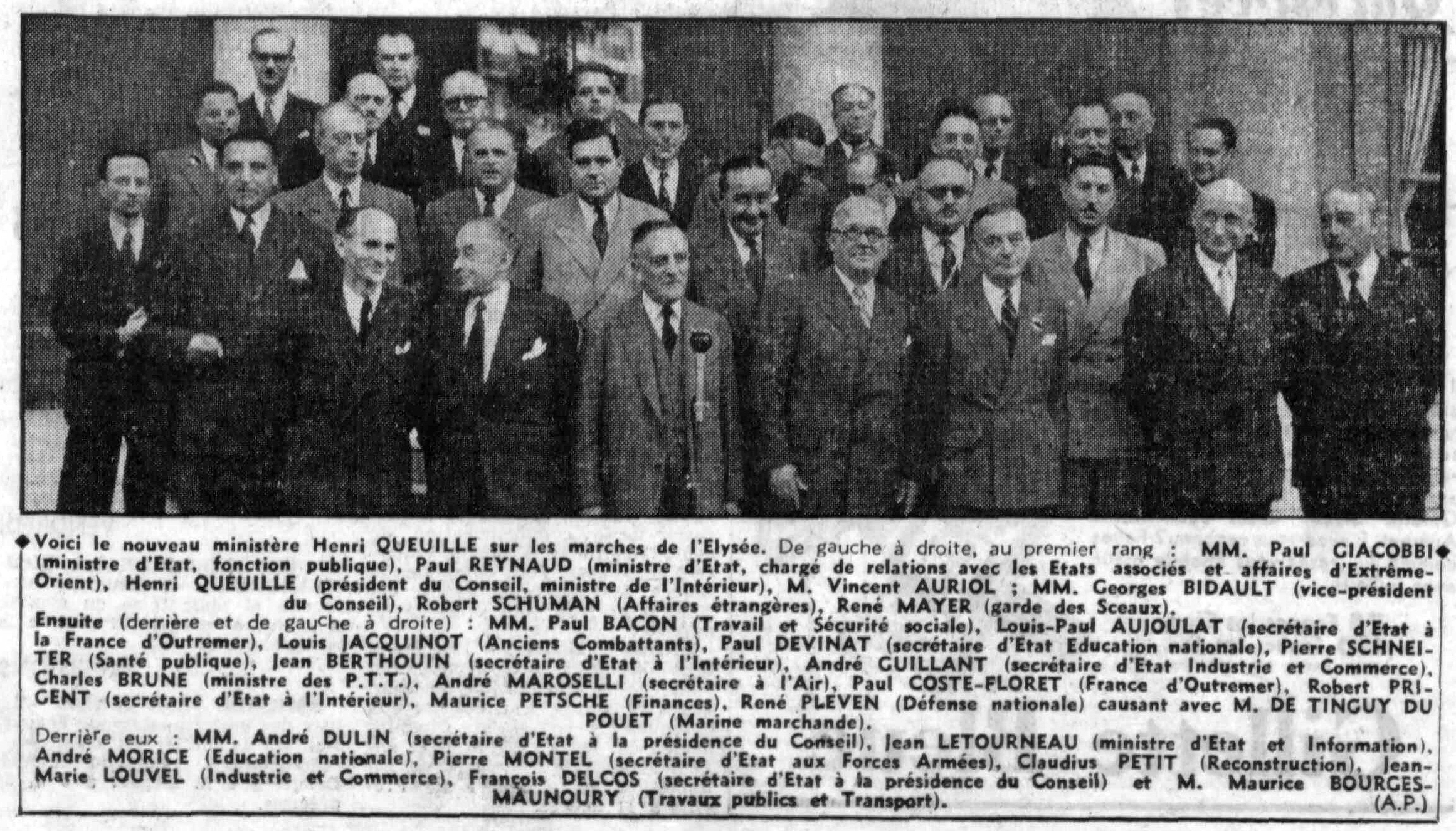
Kabinett Queuille 1950 (A.P.)

Das zweite Kabinett Queille wurde in Frankreich am 2. Juli 1950 von Premierminister Henri Queuille während der Amtszeit von Staatspräsident Vincent Auriol gebildet und löste das Kabinett Bidault III ab. Am 12. Juli 1950 wurde das Kabinett vom Kabinett Pleven I abgelöst. Dem Kabinett gehörten Vertreter von Parti républicain, radical et radical-socialiste (PRS), Mouvement républicain populaire (MRP), Section française de l’Internationale ouvrière (SFIO), Union démocratique et socialiste de la Résistance (UDSR) und Centre national des indépendants et paysans (CNI) an.

## Minister
Dem Kabinett gehörten folgende Minister an:
| Amt                                                              | Name                      | Beginn der Amtszeit | Ende der Amtszeit |
| ---------------------------------------------------------------- | ------------------------- | ------------------- | ----------------- |
| Premierminister                                                  | Henri Queuille            | 2. Juli 1950        | 12. Juli 1950     |
| Vize-Premierminister                                             | Georges Bidault           | 2. Juli 1950        | 12. Juli 1950     |
| Staatsminister, Minister für Beziehungen zu assoziierten Staaten | Paul Reynaud              | 2. Juli 1950        | 12. Juli 1950     |
| Staatsminister, Informationsminister                             | Jean Letourneau           | 2. Juli 1950        | 12. Juli 1950     |
| Staatsminister, Minister für den öffentlichen Dienst             | Paul Giacobbi             | 2. Juli 1950        | 12. Juli 1950     |
| Siegelbewahrer, Justizminister                                   | René Mayer                | 2. Juli 1950        | 12. Juli 1950     |
| Außenminister                                                    | Robert Schuman            | 2. Juli 1950        | 12. Juli 1950     |
| Innenminister                                                    | Henri Queuille            | 2. Juli 1950        | 12. Juli 1950     |
| Minister für nationale Verteidigung                              | René Pleven               | 2. Juli 1950        | 12. Juli 1950     |
| Minister für Finanzen und Wirtschaft                             | Maurice Petsche           | 2. Juli 1950        | 12. Juli 1950     |
| Haushaltsminister                                                | Edgar Faure               | 2. Juli 1950        | 12. Juli 1950     |
| Minister für nationale Bildung                                   | André Morice              | 2. Juli 1950        | 12. Juli 1950     |
| Minister für öffentliche Arbeiten, Verkehr und Tourismus         | Maurice Bourgès-Maunoury  | 2. Juli 1950        | 12. Juli 1950     |
| Minister für Industrie und Handel                                | Jean-Marie Louvel         | 2. Juli 1950        | 12. Juli 1950     |
| Minister für die Überseegebiete                                  | Paul Coste-Floret         | 2. Juli 1950        | 12. Juli 1950     |
| Minister für Arbeit und soziale Sicherheit                       | Paul Bacon                | 2. Juli 1950        | 12. Juli 1950     |
| Minister für Wiederaufbau und Stadtplanung                       | Eugène Claudius-Petit     | 2. Juli 1950        | 12. Juli 1950     |
| Minister für Veteranen und Kriegsopfer                           | Louis Jacquinot           | 2. Juli 1950        | 12. Juli 1950     |
| Minister für öffentliche Gesundheit und Bevölkerung              | Pierre Schneiter          | 2. Juli 1950        | 12. Juli 1950     |
| Minister für Post, Telefonie und Telegrafie                      | Charles Brune             | 2. Juli 1950        | 12. Juli 1950     |
| Minister für die Handelsmarine                                   | Lionel de Tinguy du Pouët | 2. Juli 1950        | 12. Juli 1950     |
| Landwirtschaftsminister                                          | Pierre Pflimlin           | 3. Juli 1950        | 12. Juli 1950     |